# لوبینیا (استان اشوی‌داشکسیه)
لوبینیا (به لهستانی: Lubienia) یک منطقهٔ مسکونی در لهستان است که در گمینا بروده (استان اشوی‌داشکسیه) واقع شده‌است. لوبینیا ۱٬۰۹۴ نفر جمعیت دارد.